# Luis Alberto Sánchez
Luis Alberto Félix Sánchez Sánchez (Lima, 12 de octubre de 1900-Lima, 6 de febrero de 1994) fue un intelectual, polígrafo, escritor, abogado, historiador, periodista, crítico literario, traductor, profesor y político peruano. Miembro histórico del APRA.

## Biografía
Sus padres fueron Alberto Leandro Sánchez Blanco y Carmen M. Sánchez Patiño. Fue bautizado en la parroquia de San Marcelo y sus padrinos fueron Domingo Olavegoya Yriarte y Carmen Blanco.   
En 1908, ingresó al Colegio Sagrados Corazones Recoleta. Al año siguiente, a los nueve años, escribió su primer cuento, Los ladrones audaces, que publicó en el Boletín de la Recoleta. 
En 1916, todavía siendo escolar, colaboró en las revistas literarias Lux y Ariel, ocasión en la que entabló amistad con Abraham Valdelomar, José Carlos Mariátegui, Ladislao Meza y otros escritores.
En 1917 ingresó a la Facultad de Letras de la Universidad Nacional Mayor de San Marcos, donde se graduó de bachiller en Letras en 1920. Luego estudió Derecho en la misma universidad donde se tituló de abogado 1926, y de doctor en Historia, Filosofía y Letras.
Conjuntamente con Raúl Porras Barrenechea y Jorge Guillermo Leguía fue uno de los principales animadores del Conversatorio Universitario fundado en 1919 con la participación, entre otros, de Víctor Raúl Haya de la Torre, Jorge Basadre, Carlos Moreyra y Paz Soldán, Ricardo Vegas García y José Luis Llosa Belaúnde. Su propósito fue impulsar la investigación histórica sobre temas de la Independencia del Perú.
En 1921 ingresó como profesor del Colegio Alemán, en el que estuvo hasta 1931. Ahí tuvo como alumnos a los escritores Martín Adán, Emilio Adolfo Westphalen y Estuardo Núñez, a los educadores Felipe Alarco Larrabure y Carlos Cueto Fernandini y a los diplomáticos Alberto Wagner y Guillermo Lohmann, entre otros.
En 1926 se casó con Mercedes Vargas Quintanilla. 
El 26 de marzo de 1927, se inició en la cátedra universitaria en San Marcos. Paralelamente se dedicó al ejercicio de la abogacía y el periodismo. En 1930 fue elegido presidente de la Asociación Nacional de Periodistas.
En 1928 fue nombrado subdirector de la Biblioteca Nacional del Perú, de la que había sido secretario desde los diecinueve años. Ese mismo año, fue hecho miembro del Instituto Histórico del Perú.

## Vida política

### Diputado constituyente (1931-1936)
En 1931 se afilió al Partido Aprista Peruano, del cual fue uno de sus más importantes líderes. En ese mismo año fue elegido diputado al Congreso Constituyente, que se instaló al iniciarse el gobierno del presidente Luis Miguel Sánchez Cerro. Poco después fue apresado y deportado, al igual que el resto de los miembros de la Célula Parlamentaria Aprista (1932). Trabajó como profesor visitante y periodista en Cuba, Centroamérica y Ecuador. En 1933 retornó al país al amparo de la amnistía decretada por el gobierno de entonces (el de Óscar R. Benavides). Asumió entonces la dirección del diario La Tribuna, vocero del aprismo. Pero al reanudarse la persecución antiaprista, fue nuevamente deportado en noviembre de 1934.
Se trasladó a Chile, donde se desempeñó como subdirector y luego director de la Editorial Ercilla. Simultáneamente, ejerció la docencia en la Universidad de Chile (1935 y 1937-1938) y dictó cursos y conferencias en distintas ciudades del continente.

### Diputado (1945-1948)
En 1943 retornó al país y en las elecciones de 1945 fue elegido diputado por Lima. En abril de 1946 es elegido decano de la Facultad de Letras de la Universidad Nacional Mayor de San Marcos y, poco tiempo después, rector de la Universidad para el período de 1946 a 1951; como tal, actualizó el proyecto del rector Manuel Vicente Villarán, para la construcción de la Ciudad Universitaria.
A finales de 1946, fue nombrado jefe de la delegación peruana en la Unesco. 
En 1948, el Gobierno de José Luis Bustamante y Rivero declaró ilegal al APRA, acusándolo por su participación en la frustrada rebelión del 3 de octubre de 1948. Al día siguiente el Ministro de Educación informó que Sánchez estaba impedido de continuar en funciones de rector. Sánchez obtuvo asilo en la embajada de Paraguay en Lima y el 13 de octubre partió por tercera vez al exilio. Durante su destierro laboró como profesor universitario en diversos países como México, Puerto Rico, Cuba, Guatemala, Uruguay, Panamá, Colombia, Venezuela, Francia y Estados Unidos. Al retornar el Perú a la senda democrática, Sánchez regresó al país y a la Universidad Nacional Mayor de San Marcos. En ella se desempeñó como decano interino de la Facultad de Letras (1958). El 26 de abril de 1961 la Asamblea Universitaria lo eligió por segunda vez rector para el período 1961-1963.

### Senador (1962-1969)
En 1962, Sánchez fue elegido Senador pero el golpe de Estado de aquel año impidió el funcionamiento del Congreso. Al año siguiente volvió a ser elegido para integrar la Cámara Alta por Lima para el periodo 1963-1969.

### Presidente del Senado (1965-1966)
Fue elegido Presidente del Senado en 1966; ese mismo año, la asamblea de San Marcos lo eligió por tercera vez como rector. El golpe de Estado del general Juan Velasco Alvarado puso fin a su periodo como senador, así como a su rectorado en San Marcos. Las denuncias de estudiantes y docentes de oposición debido a supuestos actos de autoritarismo y corrupción, que llegaron a articularse en un movimiento dentro de la casa de estudios sanmarquina, motivaron a que cesara en su cargo de rector.
Durante los años del Gobierno militar se dedicó principalmente a sus trabajos literarios y al periodismo.

### Diputado constituyente (1978-1980)
Sánchez retornó a las labores legislativas al ser elegido miembro de la Asamblea Constituyente (1978-1979), de la cual fue Primer Vicepresidente y Presidente de la Comisión Principal. A raíz de  la enfermedad del Presidente de la Asamblea, Víctor Raúl Haya de la Torre, se encargó de su conducción durante el transcurso del debate constitucional.

### Senador (1980-1985)
En las elecciones generales de 1980, Sánchez volvió a ser elegido Senador para el periodo parlamentario 1980-1985. 
Durante su gestión fue Presidente de la Comisión de Constitución y Derechos Humanos del Senado. 

### 1.º vicepresidente de la república (1985-1990)
Para las elecciones generales de 1985, fue candidato a la primera vicepresidencia de la república   en la fórmula electoral aprista encabezada por Alan García, resultando elegido.

### Presidente del Senado (1985-1986)
El 28 de julio de 1985, fue elegido presidente del Senado para el periodo 1985-1986. En esta elección fue donde se dio la toma de mando a Alan García para asumir la presidencia de la república.

### Presidente del Consejo de Ministros (1989)
El 15 de mayo de 1989, fue nombrado presidente del Consejo de Ministros por el entonces presidente, Alan García.

### Ministro de la Presidencia (1989)
El mismo día de asumir el premierato, Sánchez también fue nombrado ministro de la Presidencia.
El 30 de septiembre del mismo año, renunció a ambos cargos.

### Senador (1990-1992)
En las elecciones generales de 1990, fue elegido senador por el APRA para el periodo parlamentario 1990-1995.
El 2 de abril de 1992, su cargo parlamentario fue interrumpido por el autogolpe de Estado decretado por el entonces presidente, Alberto Fujimori.

## Vida personal
Tuvo dos hijos con Mercedes Vargas, su primera esposa: Luisa y Luis Alberto.  Su segunda esposa de apellido Dergán, aportó cuatro hijos, dándoles el apellido Sánchez, así como a sus dos hijos sanguíneos les cambió el apellido Vargas por Dergán.

## Su obra escrita
Es un autor muy prolífico, pues ha publicado más de un centenar de libros, los cuales abarcan distintos géneros: crítica literaria, crítica histórica, historia, biografía novelada, política, ensayo, novela y poesía. 
Ha colaborado también en numerosos diarios, revistas y otras publicaciones periódicas del Perú (como la emblemática revista Letras, de la Facultad de Letras de la Universidad Mayor de San Marcos) y de otros países. 
Ha sido el primero en esbozar una visión total y orgánica sobre la historia de la
literatura peruana, a tal punto que el crítico Washington Delgado lo califica como el verdadero fundador de la historia literaria del Perú. En ese rubro su obra representativa es La literatura peruana. Derrotero para una historia cultural del Perú, publicada por primera vez entre 1929 y 1936, siendo reeditada y ampliada varias veces, hasta 1975, en que salió la definitiva edición, en 5 tomos.
Varios de sus escritos se consagran a la vida y obra del escritor Manuel González Prada, incluyendo la publicación de sus obras completas. También hizo estudios particulares sobre
diversos autores peruanos, destacando los del Inca Garcilaso de la Vega, Manuel Ascencio Segura, José Santos Chocano, Pedro de Peralta y Barnuevo y Abraham Valdelomar.
Entre sus ensayos históricos destacan  la Historia general de América (Santiago de Chile, 1942, en 2 volúmenes; siendo varias veces editada, hasta una edición final en 4 volúmenes, Lima, 1985), El Perú: nuevo retrato de un país adolescente (Buenos Aires, 1958), América, desde la revolución emancipadora hasta nuestros días (México, 1975) y Fuentes documentales sobre la ideología de la emancipación nacional (1980).
Destacan también sus memorias que publicó bajo el título de Testimonio personal. Memorias de un peruano del siglo XX (6 volúmenes, 1969-1988); y sus escritos de política partidaria, como Apuntes para una biografía del Apra (3 volúmenes, Lima, 1978-1981).

## Televisión
A finales de los años ochenta, tuvo su programa en TV Perú.

## Fallecimiento
Falleció el 6 de febrero de 1994, a los 93 años, fue velado en la casona de San Marcos, donde asistió numerosa multitud, sus restos descansan en el cementerio Jardines de la Paz de La Molina.

## Publicaciones

#### Divulgación (textos escolares)
- Castellano, para la instrucción media, primer año. Lima, Ed. Librería Peruana, de Domingo Miranda, 1933; 76 pp. Para el segundo año; 84 pp.
- Curso de historia literaria, para la instrucción media, quinto año. Lima, Librería Peruana, de Domingo Miranda, 1933; 82 pp.
- Nociones de literatura y arte nuevo, para el cuarto año de instrucción media. Lima, Ed. Librería Peruana, de Domingo Miranda, 1933; 110 pp.

#### Historia
- Historia de la Edad Media. Lima, Ed. Librería Peruana, 1934; 142 pp. ilust.
- Historia contemporánea. Cuarto curso. Lima, Ed. Librería Peruana, 1935; 223 pp.
- Historia moderna. Lima, Librería Peruana, 1936; 168 pp. ilust.
- Historia general de América. Santiago, Ed. Ercilla, 1942; 2 t. ilust. mapas (Reedición, 3 tomos Editorial DESA S.A. 1987)
- Breve historia de América. México, Ed.Coli, 1943; 664 pp. (otra edición en Buenos Aires, Ed. Losada, 1972; 553 pp).
- Historia de una industria peruana. Cervecería Backus y Johnston, S. A. Lima, Editorial Científica S.R.L., 1978; 300 pp.

#### Política
- Aprismo y religión. El anti Rodó. Lima, 1933; 47 pp. (Colección Ensayos. Serie Trujillo).
- Apuntes para una biografía del Apra. 3 tomos, Lima, Ed. Mosca Azul, 1978, 1981.
- Sobre la herencia de Haya de la Torre. Con la colaboración de Hugo Vallenas. Ed. Nova Print S.A., 251 pp. 1994

#### Biografías
- Sobre las huellas del libertador. Lima, E. Rosay, 1925; 179 pp. Crónicas escritas en el transcurso de una romería por los países de Bolívar.
- Don Ricardo Palma y Lima. Lima, Imp. Torres Aguirre, 1927; 144 pp.
- Góngora en América. El lunarejo y Góngora. Imp. el Sol. Lima 1927; 44 pp.. Reeditada en Quito, Ecuador, en Publicaciones de la Biblioteca Nacional de Quito. 1927.
- Don Manuel. Biografía de Manuel González Prada, precursor de la Revolución peruana. 3.ª ed. corr. Chile, Ed. Ercilla, 1937; 236 pp.
- Garcilaso Inca de la Vega, primer criollo. Chile, Ed. Ercilla, 1939; 257 pp.
- Una mujer sola contra el mundo (Flora Tristán, La Paria). Buenos Aires, A. L. A., 1942; 241 pp. (Tercera serie, IV) (Nueva Ed. Lima, Mejía Baca & P.L.Villanueva, 1957; 245 pp.)
- El señor Segura, hombre de teatro; biografía y crítica. Lima, Ed. P. T. C. M., 1947; 165 pp.
- Aladino, o vida y obra de José Santos Chocano. México, 1960; 551 pp.
- Valdelomar o la belle epoque. México, Fondo de Cultura Económica, 1969; 450 pp.
- El señor Segura, hombre de teatro (vida y obra con documentos originales). 2a. Ed. Lima, Ed. San Marcos, 1976; 237 pp.
- Mito y realidad de González Prada. Lima, Ed. Villanueva. 1976; 90 pp.
- Documentos inéditos sobre la familia González-Prada. Lima, Ed. Jurídica, 1977; 70 pp.
- Drama de las palanganas veterano y bisoño. (Documentos inéditos sobre Micaela Villegas, la Perricholi, La Quinta de Copacabana y el hijo del Virrey Amat). Lima, Ed. Jurídica, 1977; 143 pp.
- Leguía, el dictador. Presentación de Luis Alva Castro. Ed. Pachacutec, 192 pp. 1993
- A Bolívar. Libro póstumo, escrito en 1968. Al cuidado de Hugo Vallenas. Lima, 1997.[7]

#### Periodismo
- Cuaderno de Bitácora. (Selección de artículos periodísticos recopilados por Willy Pinto G.). Lima, Mosca Azul; 339 pp. 1974.
- Conversaciones: Luis Alberto Sánchez y José Miguel Oviedo. Lima, Ed. Mosca Azul, 1975; 100 pp.

#### Narrativa
- El pecado de Olazábal. Lima, Edición Populibros, 1963.  (2.ª ed. México, Joaquín Mortiz, 1977; 242 pp.)
- La juramentación de Darío Beltran. (Novela). Lima, Ed. Mosca Azul, 1977.
- Los señores. Relato Esperpento. Lima, Ed. Mosca Azul, 1983; 176 pp.
- Los burgueses. Relato Esperpento. Lima, Ed. Mosca Azul, 1983; 167 pp.
- Los redentores. Relato Esperpento. Lima, Ed. Mosca Azul, 1985; 144 pp.
- Los revoltosos. Relato Esperpento. Lima, Ed. Mosca Azul, 1984; 152 pp.
- El coronel. Relato. Mosca Azul Ed., 164 pp. 1989

#### Crítica Literaria
- Los poetas de la revolución. Lima, Imp. Torres Zumarán, 1919. Folleto n.º 16 del v. de Folletos peruanos.
- Los poetas de la colonia. Lima, Euphorion, 1921; 301 pp. Antes del título: Historia de la Literatura Peruana, 1.
- Elogio de Manuel González Prada. Lima, Imp.Torres Aguirre, 1922; 142 pp.
- Literatura peruana. Derrotero para una historia espiritual del Perú. Lima, Imp. y encuadernaciones Perú, 1928; 3 t. (2.ª ed., Ed. P. T. C. M., 1946) (3.ª ed. 5 vlms. Lima, Ediventas, S.A.,1963) (4.ª Ed. aumentada; 5 tomos, Ed. L.P. Villanueva, 1975.)
- Se han sublevado los indios. Esta novela peruana. Lima, Casa Ed. La Opinión Nacional, 1928; 69 pp. (Publicado conjuntamente con Equivocaciones de J. Basadre).
- Lima Universidad Nacional Mayor de San Marcos. Facultad de letras. Programa de Literatura americana y del Perú, dictado en 1928 por Luis Alberto Sánchez. Lima, Talls. tips. de la Prensa, 1929; 20 pp. Folleto n.º 8 del v.4 de Folletos peruanos: Literatura.
- Don Manuel. Lima, F. y Ed. Rosay, 1930. 266 pp. (Biblioteca Peruana, director: Jorge Guillermo Leguía).
- Don Manuel. Vida de Manuel González Prada, un precurseur sudaméricain. Tr. de l'espagnol par Francis de Miomandre. París, Ed. Excelsior, 1931; 318 pp.
- Carta a una indoamericana. Cuestiones elementales del aprismo. Quito, 1932; 39 pp. Carta dirigida a la escritora peruana Rosa Arciniega.
- América: novela sin novelistas. Lima, Ed. Librería Peruana, 1933; 211 pp.
- La escuela primaria en el Perú, Quito, Imp. Nacional, 1933; 42 pp. Antes del título: Publicaciones del Ministerio de Educación Pública.
- Gramática castellana, para el cuarto y quinto año de primaria. Lima, Ed. Librería Peruana, 1934; 86 ps.
- Panorama de la literatura actual. Chile, Ed. Ercilla, 1934; 209 pp.
- Principios de economía política aplicada al Perú, texto para el quinto año de secundaria. Lima, Ed. Librería Peruana, de Domingo Miranda, 1934; 174 pp.
- Víctor Raúl Haya de la Torre o el político. Crónica de una vida sin tregua. Santiago de Chile, Ed. Ercilla, 1934; 237 pp. (Biblioteca América, VII).
- Breve tratado de literatura general y notas sobre la literatura nueva. Chile, Ed. Ercilla, 1935; 174 pp. (Biblioteca Ercilla).
- La Perricholi. Chile, Ed. Ercilla, 1936; 175 pp. (Colección Contemporáneos).
- La literatura del Perú republicano; derrotero para una historia espiritual del Perú. Chile, 1936; 145 pp. Tirado aparte de Atenea, Revista de la Universidad de Concepción.
- Historia de la literatura americana (desde los orígenes hasta 1936). Chile, Ed. Ercilla, 1937; 631 pp.
- Índice de la poesía peruana contemporánea. (1900-1937), Chile, Ed. Ercilla, 1938; 359 pp. (Colección Biblioteca Americana).
- Balance y liquidación del novecientos. Chile, Ed. Ercilla, 1941; 210 pp.
- El pueblo en la revolución americana. Buenos Aires, Ed. América, 1942; 226 pp. (2.ª ed. corregida y aumentada. Lima, Ed. Villanueva, 1970; 236 pp.)
- Nueva historia de la literatura americana. Buenos Aires, Ed. Américalee, 1944; 476 pp.
- ¿Existe América Latina?. México, Fondo de Cultura Económica, 1945; 289 pp.
- Lima, Universidad Nacional Mayor de San Marcos. Memoria leída por el señor rector Dr. Luis Alberto Sánchez, en la inicio del año académico de 1947; 32 pp.
- Reportaje al Paraguay. Asunción. Editorial Guaranía. Biblioteca Paraguaya, 1949; 127 pp.
- Proceso y contenido de la novela hispanoamericana. Madrid, Ed. Gredos, 1953; 664 pp.
- Haya de la Torre y el Apra, crónica de un hombre y un partido. Chile, Ed. El Pacífico, S.A., 1954; 475 pp.
- ¿Tuvimos maestros en nuestra América? Balance y liquidación del novecientos. Buenos Aires, Ed. Raygal, 1956; 192 pp.
- Escritores representativos de América. Madrid, Ed. Gredos, 1957.
- El Perú: retrato de un país adolescente. Buenos Aires, Ed. Continente, 1958. 201 pp.
- La universidad no es una isla... Lima, Ed. Villanueva, 1961; 237 pp.
- Examen espectral de América Latina. Buenos Aires, Ed. Losada, 1962; 240 pp.
- La Universidad de San Marcos. Memoria. Imp. de la Universidad Nac. Mayor de San Marcos; 118 pp.
- La universidad en la América Latina. Lima, Imp. de la Universidad Nac. Mayor de San Marcos, 1962; 61 pp.
- El doctor Océano. Estudios sobre don Pedro de Peralta y Barnuevo. Lima, Imp. Universidad Nac. Mayor de San Marcos, 1967; 338 pp.
- Balance y liquidación del novecientos. 3.ª ed. corregida. Lima. Imp. Universidad Nac. Mayor de San Marcos; 238 pp.
- Un sudamericano en Norteamérica; ellos y nosotros. Lima, Universidad Nac. Mayor de San Marcos, 1968; 322 pp.
- Testimonio personal. Memorias de un peruano en el siglo XX. 6 tomos, Lima, Ed. P. L. Villanueva, 1969; 1377 pp.
- Introducción crítica a la literatura peruana. Lima, Ed. Villanueva, 1972; 235 pp.
- Historia comparada de las literaturas americanas. 4 tomos (con ilust. grabados, fotografías). Buenos Aires, Ed. Losada, 1973-1976; 401, 464, 371 y 446 pp.
- Los poetas de la colonia y de la revolución. Lima, Ed. Universo, 1974; 341 pp.
- Panorama de la literatura del Perú. (prólogo de Washington Delgado). Lima, Ed. Milla Batres; 173 pp.
- Visto y vivido en Chile: bitácora chilena 1930-1970. Lima, Editoriales Unidas, 1975; 191 pp.
- Escritores representativos de América. (3A. serie; 3 vls.) Madrid, Ed. Gredos, 1976.
- Escafandra, lupa y atalaya. (Antología de Ensayos, 1923 y 1976). Madrid, Ediciones Cultura Hiapánica, 1977; 363 pp.
- Nuestras vidas son los ríos. (Historia y leyenda de los González Prada). Lima, Ed. de la Universidad Nac. de San Marcos, 1977; 405 pp. (2.ª edición. Banco de Comercio. Lima, 1986)
- Tres ensayos polémicos. Lima, Editora Atlántida, S.A., 1978; 135 pp.
- Garcilaso Inca de la Vega. (Reedición). Lima, Banco de los Andes, 1979.
- El Perú: nuevo retrato de un país adolescente. Lima, Ed. Mosca Azul, 1981; 126 pp.
- Correspondencia Luis Alberto Sánchez-Haya de la Torre. (2 tomos). Lima, Ed. Mosca Azul, 1982.
- Nueva historia de la literatura americana. Chile, Universidad Católica de Valparaíso, 1982; 614 pp.
- Política sin caretas. Cuaderno de Bitácora. Okura Editores, S.A. Lima,1984; 257 pp.
- Pasajeros. pp.S.N.C. Orcoma. (Novela). Lima, Print Colors, S.A., 1984; 55 pp.
- Sánchez tiene la palabra. Testimonio parlamentario. (3 tomos). Lima, Centro de Documentación Andina, 1985.
- Conservador no; reaccionario si. Nota sobre la vida, obra y proyecciones de don José de la Riva Agüero y Osma. Ed. Mosca Azul. Lima, 1985; 115 pp.
- Escafandra, lupa y atalaya. 2,ª ed. Banco Industrial del Perú. Li-ma, 1986.
- Rigoleto el sigiloso. 1.ª ed. Editorial Mosca Azul. Lima,1987; 154 pp.
- Flash Perú retrato de un país adolescente. 1.ª Ed. Editorial PEISA. Lima, 1987.
- Las crónicas de Luis Alberto. Editado por Luis Alva Castro. Editorial DESA S.A..Lima 1988; 358 pp.
- La vida del siglo. Antología y extractos de libros de LAS. Compilación y prólogo de Hugo García Salvatecci. Cronología y bibliografía de Marlene Polo. Biblioteca Ayacucho, n.º 135, 461 pp., 1988

## Traducciones
Uno de sus trabajos durante el exilio fue el de traductor. Tradujo del alemán, francés e inglés al español a los siguientes autores:
André Siegfried, André Maurois, Rainer María Rilke, H. G. Wells, Germaine Ramos, Romain Rolland, Waldo Frank, Federico Lefèvbre, Jorge Plejanov, Henri de Montherlant, François Mauriac, Emmanuel Berl, Boris Davidovich, Ernst Erich Noth, Henry Ardant, Jean François, Gaston Martin, Margaret Mitchell, Julien Benda, Jacques Maritain, Luis Le François,  André Malraux, James Joyce, Carlos Marx y Walt Steward.

## Condecoraciones y reconocimientos
- Caballero de la Orden al Mérito de Chile (1926)
- Gran cruz de la Orden del Sol del Perú (1959)
- Gran cruz de la Orden del Águila Azteca de México (1961)
- Gran cruz de la Orden de Vasco Núñez de Balboa (1962)
- Gran cruz de la Medalla de Honor del Congreso del Perú (1966)
- Gran cruz de la Orden de Alfonso X el Sabio (1975)
- Premio Nacional de Cultura, en el área de Literatura (1977)
- Gran cruz de la Orden de Sor Juana Inés de la Cruz (México, 1982)
- Palmas Magisteriales grado Amauta (1982)[cita requerida]
- Caballero gran cruz de la Orden de Isabel la Católica, por el Gobierno Español (1986)
- Gran cruz de la Orden al Mérito Naval
- Gran cruz de la Orden de Mérito de la Fuerza Aérea
- Comendador de la Orden de las Artes y las Letras (Francia, 1987)
- Premio Jaime Bausate y Meza de la Embajada de España

Fue además miembro de la Real Academia Española (1981), de la Academia Peruana de la Lengua (1980), de las academias de la Historia de Perú (1929) y Ecuador (1925).
| Predecesor: Carlos Monge          | Rector de la Universidad de San Marcos 1946-1948 | Sucesor: Sergio Bernales      |
| Predecesor: José León Barandiarán | Rector de la Universidad de San Marcos 1961-1963 | Sucesor: Mauricio San Martín  |
| Predecesor: Mauricio San Martín   | Rector de la Universidad de San Marcos 1966-1969 | Sucesor: Juan de Dios Guevara |